# Râul Chișon
Râul Kishon sau Chișon  (în ebraică נחל הקישון,  Nachal HaKishon; în arabă نهر المقطع,  Nahr el-Mokatta, sau Mukutta',– râul sacrificării sau dezmembrări; arabă alternativă, în الكيشون al-Qisun) este un râu din Israel care se varsă în Marea Mediterană în apropierea orașului Haifa.

## Curs
Râul Kishon este un pârâu peren în Israel de 70 kilometri (43 mi)-lungime. Izvorul său își are originea în Munții Gilboa, și curge în direcția vest-nord-vest prin Valea Izreel, vărsându-se în Golful Haifa din Marea Mediterană. Bazinul său de drenaj, de 1.100 kilometri pătrați (420 mi2), include o mare parte din Valea Izreel și Galileea de Vest, și părți din Muntele Carmel.

## Poluare

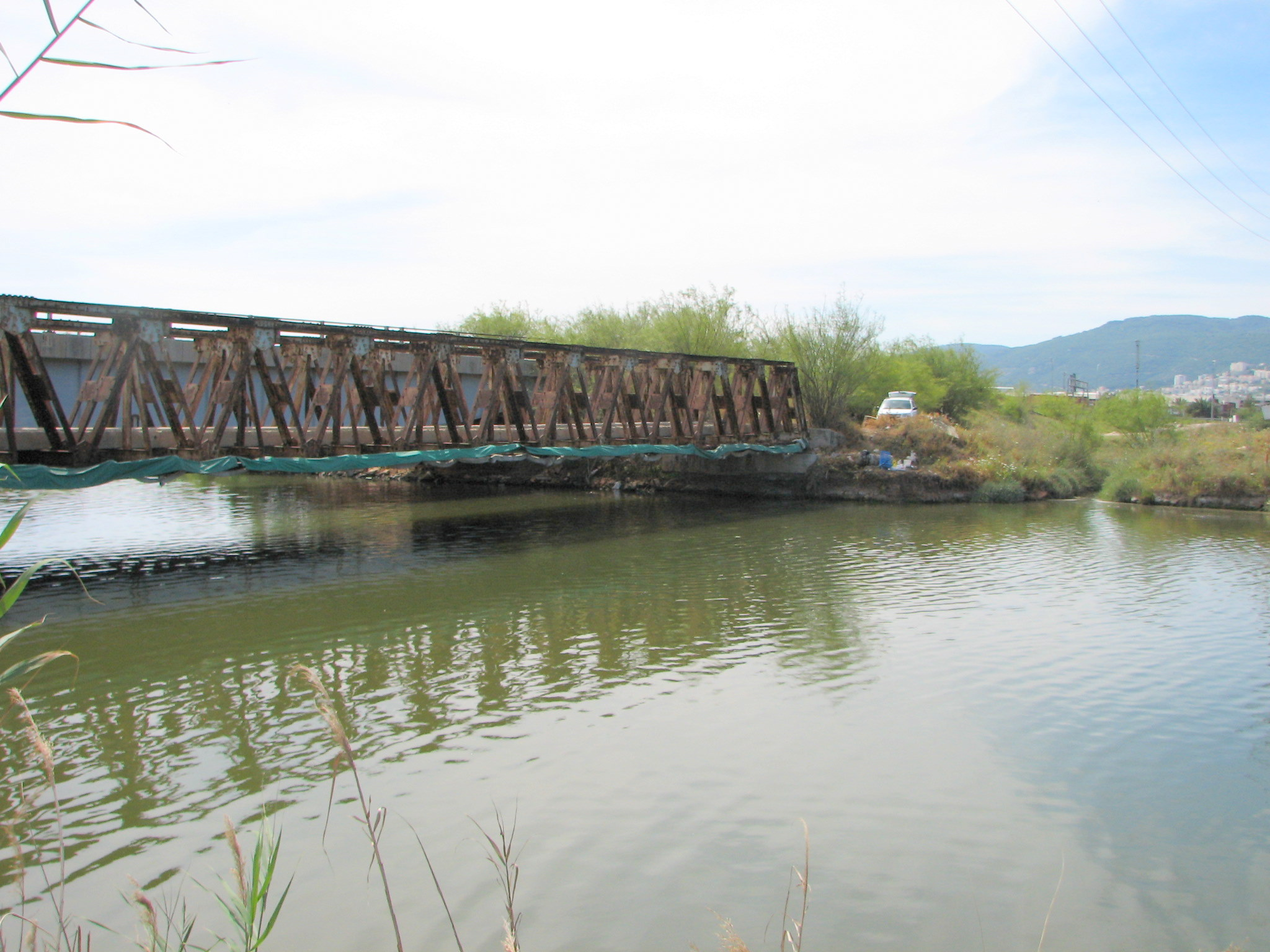
Râul Chişon după curățare, 2010